# Pete Murray
Peter Kenneth Murray, detto Pete (Brisbane, 18 ottobre 1969), è un cantautore australiano.

## Discografia

### Album Studio
| Anno | Titolo                                                                       | Massima posizione in classifica | Massima posizione in classifica | Massima posizione in classifica | Premi (thresholds) |
| Anno | Titolo                                                                       | AUS                             | NZL                             | NLD                             | Premi (thresholds) |
| ---- | ---------------------------------------------------------------------------- | ------------------------------- | ------------------------------- | ------------------------------- | ------------------ |
| 2002 | The Game - Pubblicato: 2003 - Editore: N/A (indipendente)                    | —                               | —                               | —                               | —                  |
| 2003 | Feeler - Pubblicato: 21 July 2003 - Editore: Sony Music Australia            | 1                               | 15                              | 53                              | 6x Platinum (ARIA) |
| 2005 | See the Sun - Pubblicato: 25 September 2005 - Editore: Sony Music Australia  | 1                               | 22                              | 87                              | 4x Platinum (ARIA) |
| 2008 | Summer at Eureka - Pubblicato: 16 May 2008 - Editore: Sony Music Australia   | 1                               | 19                              | 17                              | Platinum (ARIA)    |
| 2011 | Blue Sky Blue - Pubblicato: 2 September 2011 - Editore: Sony Music Australia | 6                               | —                               | —                               | Gold (ARIA)        |

### Singoli
| Anno | Titolo                  | Massima posizione in classifica | Massima posizione in classifica | Massima posizione in classifica | Premis (thresholds) | Album            |
| Anno | Titolo                  | AUS                             | NZL                             | NLD                             | Premis (thresholds) | Album            |
| ---- | ----------------------- | ------------------------------- | ------------------------------- | ------------------------------- | ------------------- | ---------------- |
| 2004 | "Feeler"                | —                               | —                               | —                               | —                   | Feeler           |
| 2004 | "So Beautiful"          | 9                               | 13                              | 62                              | Platinum (ARIA)     | Feeler           |
| 2004 | "Bail Me Out"           | 56                              | —                               | —                               | —                   | Feeler           |
| 2004 | "Please"                | 33                              | —                               | —                               | —                   | Feeler           |
| 2004 | "Lines"                 | —                               | —                               | —                               | —                   | Feeler           |
| 2005 | "Better Days"           | 13                              | 32                              | —                               | Gold (ARIA)         | See the Sun      |
| 2005 | "Class A"               | —                               | —                               | —                               | —                   | See the Sun      |
| 2006 | "Opportunity"           | 29                              | 32                              | —                               | —                   | See the Sun      |
| 2006 | "George's Helper"       | —                               | —                               | —                               | —                   | See the Sun      |
| 2008 | "You Pick Me Up"        | 36                              | —                               | 83                              | —                   | Summer at Eureka |
| 2008 | "Saving Grace"          | 44                              | —                               | —                               | —                   | Summer at Eureka |
| 2008 | "Chance to Say Goodbye" | —                               | —                               | —                               | —                   | Summer at Eureka |
| 2011 | "Always a Winner"       | 38                              | —                               | —                               | —                   | Blue Sky Blue    |
| 2011 | "Free"                  | 42                              | —                               | —                               | —                   | Blue Sky Blue    |

### Album video
- Passing Time ( Giugno 2004)
- A Year in the Sun ( Settembre 2006)